# Garun
Le Garun est un petit cours d'eau de France en région Bretagne et coulant à l'ouest de Rennes, en Ille-et-Vilaine et en Côtes-d'Armor, il est un sous-affluent du fleuve côtier la Vilaine, confluant en rive gauche du Meu ou au nord de celui-ci.

## Géographie

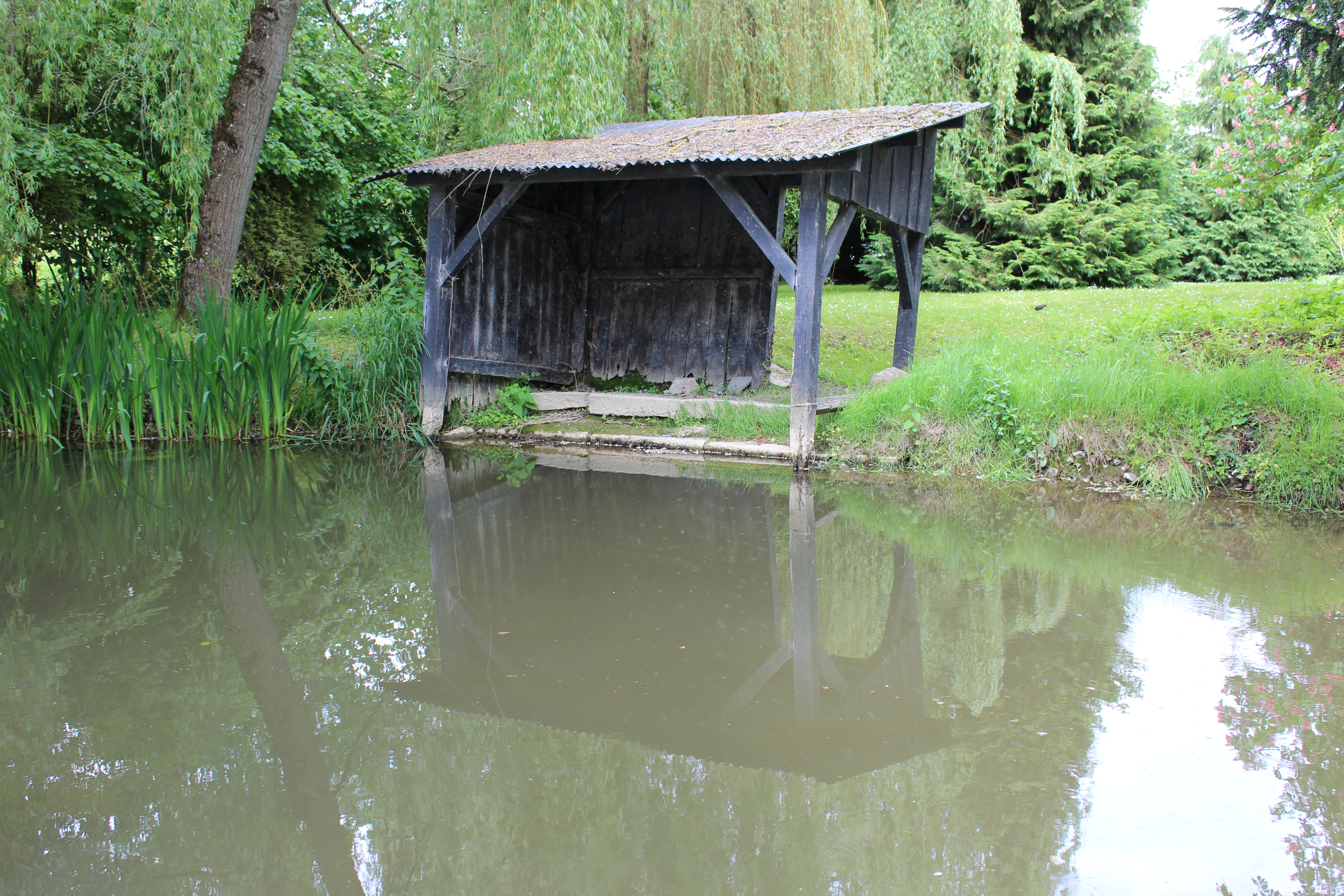
Lavoir sur le bord du Garun à Montfort-sur-Meu.

La longueur de son cours d'eau est de 30 km. Sa source est entre le lieu-dit La Sabolière et la forêt de Saint-Méen, sur la commune de Loscouët-sur-Meu, en Côtes-d'Armor, à 112 m d'altitude et s'appelle ruisseau des guérets dans cette partie haute, en longeant au sud de la forêt de Lajeu.
Il coule globalement de l'ouest vers l'est traverse la commune de Saint-Méen-le-Grand, déjà en Ille-et-Vilaine, puis longe et fait la séparation avec la dernière commune - pour lui - des Côtes-d'Armor, Plumaugat.
Il conflue en rive gauche du Meu, sur la commune de Montfort-sur-Meu, à 34 m d'altitude, juste à l'est du donjon qui est donc protégé par l'eau au nord, à l'est et au sud, situation favorable ou enviable pour un donjon breton.

## Communes et cantons traversés
Dans les deux départements des Côtes-d'Armor et de l'Ille-et-Vilaine, le Garun traverse onze communes, dont deux en Côtes-d'Armor et neuf en Ille-et Vilaine, et cinq cantons : 
- dans le sens amont vers aval : Loscouët-sur-Meu (source), Saint-Méen-le-Grand, Plumaugat, Le Crouais, Quédillac, Montauban-de-Bretagne, Saint-Uniac, Iffendic, La Nouaye, Bédée, Montfort-sur-Meu[1].

Soit en termes de cantons, le Garun prend sa source dans le canton de Merdrignac, traverse les canton de Saint-Méen-le-Grand, canton de Caulnes, canton de Montauban-de-Bretagne et conflue dans le canton de Montfort-sur-Meu, le tout dans les deux arrondissement de Dinan et arrondissement de Rennes.

## Affluents
La Garun a sept tronçons affluents référencés ou plutôt six affluents et un bras :
- le ruisseau de Goulas (rd), 3,1 km sur les trois communes de Montauban-de-Bretagne, Quédillac, et Médréac.
- le ruisseau de la Lande Josse (rd), 3,8 km sur les deux communes de Montauban-de-Bretagne, Boisgervilly avec un affluent :
  - ?? (rd), 2,1 km sur la seule commune de Montauban-de-Bretagne.
- le ruisseau de la Péronnais (rd), 4 km sur les trois communes de Montauban-de-Bretagne, Boisgervilly et Saint-Uniac.
- le ruisseau du Bas Cutelou (rg), 5,2 km sur les deux communes de Bédée et Montauban-de-Bretagne avec un affluent :
  - ?? (rd), 0,6 km sur la seule commune de Bédée
- le ruisseau de Ville Marchand, 1,8 km sur les deux communes de Bédée et Iffendic.
- le ruisseau du Pont Besnard (rg), 8,5 km sur les deux communes de Bédée et La Nouaye.
- un bras gauche de 2,1 km sur les trois communes de Bédée, Iffendic et Montfort-sur-Meu.

Le rang de Strahler est donc de trois.

## Hydrologie
Le Garun traverse une seule zone hydrographique Le Garun & ses affluents (J374) de 126 km2 de superficie

## Organisme gestionnaire
L'organisme gestionnaire est Eaux et Vilaine.

## Qualité de l'eau
Le suivi de la qualité physico-chimique du Garun se fait grâce à un point de prélèvement sur la commune de Bédée, qui donne les résultats suivants :
| Nitrates                                   | 2010 | 2011 | 2012 | 2013 |
| ------------------------------------------ | ---- | ---- | ---- | ---- |
| Concentration du paramètre (percentile 90) | 37   | 36   | 29   | 42   |
| Classe SEQ-Eau                             |      |      |      |      |

Conformément à la directive-cadre sur l'eau, le Garun doit atteindre le bon état écologique de l'eau. Les évaluations effectuées montrent l'état écologique suivant :
| état écologique de la masse d'eau | 2010  | 2011  |
| --------------------------------- | ----- | ----- |
| état écologique                   | Moyen | Moyen |

## Aménagements
Sur son cours on rencontre les lieux-dits : le Pont Alain, des sources, le Gué, le château de la Ribeaudière, le Moulin Ruiné, le Moulin de la Marche.